# Rafael Lucio (Veracruz)
Rafael Lucio es una localidad del estado mexicano de Veracruz. Es cabecera del municipio de Rafael Lucio. La población fue nombrada en honor al médico veracruzano Rafael Lucio Nájera.

## Demografía
| Censo | Población |
| ----- | --------- |
| 1900  | 768       |
| 1910  | 717       |
| 1921  | 743       |
| 1930  | 863       |
| 1940  | 1026      |
| 1950  | 1172      |
| 1960  | 1451      |
| 1970  | 1683      |
| 1980  | 2445      |
| 1990  | 2603      |
| 1995  | 2752      |
| 2000  | 3050      |
| 2005  | 3734      |
| 2010  | 4097      |
| 2020  | 4837      |